# Kościół św. Antoniego Padewskiego w Sarajewie
Kościół św. Antoniego Padewskiego w Sarajewie (bośn. Crkva svetog Ante Padovanskog u Sarajevu) – rzymskokatolicki kościół w Sarajewie, pozostający pod opieką franciszkanów.

## Historia
Pierwszy kościół, dedykowany również św. Antoniemu Padewskiemu, został zbudowany w tym miejscu w latach 1853–1856. Nowo wybudowany kościół otrzymał krzyże, baldachim, ołtarz, kielich i inne sprzęty od francuskiej cesarzowej Eugenii w 1864 roku. Kościół spłonął w wielkim pożarze Sarajewa w 1879 roku. Został odbudowany w latach 1881–1882, ale budowla była mała, wykonana w większości z drewna. Ponieważ w tym czasie był to jedyny kościół rzymskokatolicki w Sarajewie, pełnił on funkcję kościoła parafialnego, a od 1881 roku do 1889 roku, kiedy to ukończono budowę katedry w Sarajewie, był siedzibą arcybiskupa Josefa Stadlera. Następnie opiekę nad świątynią z powrotem przejęli franciszkanie. 
W 1905 roku kościół został zamknięty ze względu na zły stan techniczny, a w 1912 roku nastąpiła jego rozbiórka. Nowy kościół został zbudowany według projektu Josipa Vancaša. Budowę samego budynku świątyni ukończono we wrześniu 1912 roku, ale budowa wieży przeciągnęła się przez kolejne 2 lata. Kościół został konsekrowany 20 września 1914 roku.
W latach 60. XX wieku rozpoczęto zmianę wystroju wnętrza, prace trwały 20 lat.
Podczas oblężenia Sarajewa w latach 1992–1996 ucierpiała elewacja kościoła oraz witraże. Remont ukończono jesienią 2006 roku.
Komisja ds. Ochrony Zabytków Narodowych na sesji w dniach 7–10 listopada 2006 roku ogłosiła kościół św. Antoniego razem z sąsiadującym klasztorem franciszkanów pomnikiem narodowym Bośni i Hercegowiny (nacionalni spomenik).

## Architektura i sztuka
Kościół wzniesiono w stylu neogotyckim.
W świątyni znajdują się dzieła rzeźbiarzy Frano Kršinicia i Iva Despić-Simonovicia oraz malarzy Gabrijela Jurkicia, Đuro Sedera (jego dziełem jest Ostatnia Wieczerza za ołtarzem), Ivana Meštrovicia, Edo Murticia, Nada Pivaca i Otona Gliha.